# Вендрељ
Вендрељ (шп. Vendrell) град је у Шпанији у аутономној заједници Каталонија у покрајини Тарагона. Према процени из 2017. у граду је живело 36 482 становника.

## Становништво
Према процени, у граду је 2017. живело 36 482 становника.
| 2017.  |
| ------ |
| 36.482 |

## Партнерски градови
- Сабаудија